# Jip Golsteijn
Johannes (Jip) Golsteijn (Amsterdam, 2 juli 1945 – aldaar, 22 februari 2002) was een Nederlandse journalist, schrijver en songschrijver die vooral bekend is geworden door zijn interviews met beroemde popsterren in dagblad De Telegraaf.

## Leven
Golsteijn werd net na de bevrijding van Nederland geboren, maar vlak voor de bommen op Hiroshima en Nagasaki, zodat hij zich in de Verenigde Staten, waar een groot deel van zijn werk als Nederlands bekendste popjournalist lag, “war baby” (oorlogskind) mocht noemen.
Na veel omzwervingen, zoals reizen naar Parijs en Ibiza, het opluisteren van Duitse wijnfeesten met “zijn” band The Misfits, zich in leven houdend met reclameteksten en uitzendbaantjes en 21 maanden bij de mariniers in Doorn en Den Helder, kwam Jip in augustus 1968 in dienst bij De Telegraaf, de krant waar hij de poprubriek kreeg, die hij tot zijn volkomen onverwachte dood in 2002 schreef: Popscore. Hij werd de nestor van de Nederlandse popjournalistiek genoemd. 
Golsteijn interviewde meer dan drieduizend popsterren; iedereen die er ook maar iets toe deed in de popmuziek, waaronder alle Beatles, alle Stones, alle Jacksons, Bob Marley, The Who, Sting, Tina Turner, Rod Stewart, Cher, Madonna, David Bowie, Bruce Springsteen, Prince en (toch nog) Bob Dylan. Daarnaast schreef Golsteijn jarenlang filmrecensies en interviewde hij onder anderen Jodie Foster, Tom Cruise, Martin Scorsese, Samuel Fuller, Arnold Schwarzenegger, Kim Basinger, John Malkovich. De laatste jaren deed hij ook veel interviews met, voornamelijk Amerikaanse, schrijvers zoals John Irving, Oliver Sacks, James Redfield, Marilyn French, Bret Easton Ellis, Frederick Forsyth, Paul Theroux, Salman Rushdie en (al eerder) Charles Bukowski. Zijn stukken werden naast Popscore gepubliceerd in de zaterdagse bijlage van De Telegraaf: TV Weekeinde.

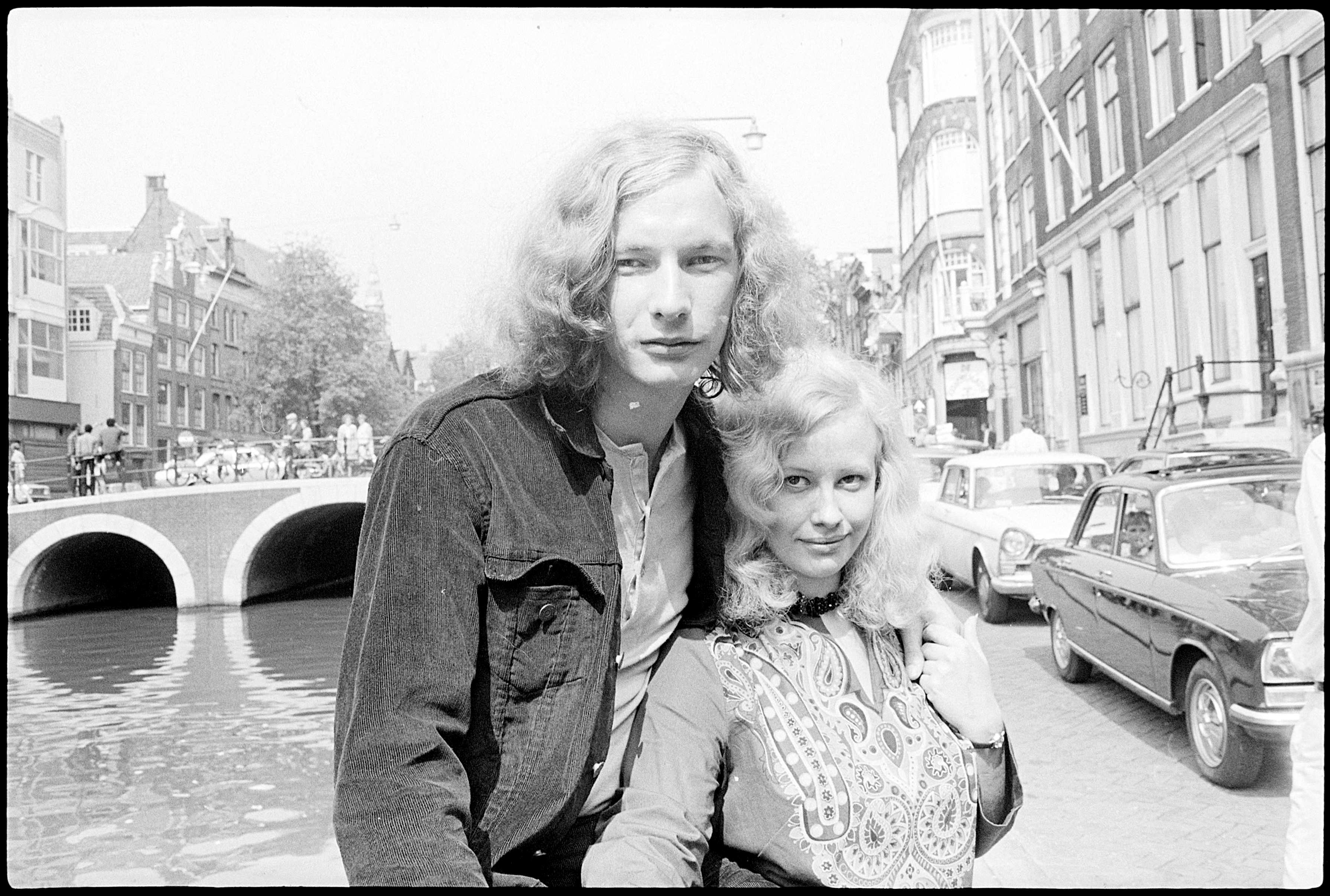
Huwelijk van Jip Golsteijn, A'dam 1970

Hij publiceerde tevens enige verhalenbundels, romans en een thriller. Samen met Specs Hildebrand, Ton de Zeeuw, Arnie Treffers, Jan Rot en anderen schreef hij een groot aantal songs.
Hij ontving de Pop Pers Prijs 1995.
Golsteijn overleed op 56-jarige leeftijd aan een hartstilstand en werd op 27 februari 2002 gecremeerd op Westgaarde. Zijn as werd begraven op begraafplaats Zorgvlied.
In 2018 kozen burgers uit Amsterdam Noord voor de benaming van een fiets- en wandelbrug over het Noordhollandsch Kanaal. Het werd de Jip Golsteijnbrug.

### Interviews & reportages
- 1973 - Popscore met Berry Zand Scholten Fotografie: Laurens van Houten
- 1973 - De Cats, een Hollands succesverhaal Fotografie: Laurens van Houten
- 1979 - Popscore, 10 jaar popjournalistiek Fotografie: Barry Schultz
- 1986 - Warm Bier & Koude Vrouwen Fotografie: Lex van Rossen
- 1991 - Kogels in de brievenbus Fotografie: Lex van Rossen
- 2008 - De Cats, een Hollands succesverhaal Fotografie: Laurens van Houten, opnieuw uitgebracht.
- 2019 - De Cats, een Hollands succesverhaal Fotografie: Laurens van Houten, opnieuw uitgebracht.

### Romans
- 1978 - 1 Met Stip
- 1981 - G.T.
- 1989 - Liften Naar De Supermarkt
- 1994 - Geen Doodkist, Geen Tranen

### Korte verhalenbundel
- 1988 - Kilometro Lanciato en Andere Verhalen

### Bundel schetsen
- 1997 - PlasticTranen

## Stichting
Na zijn overlijden op 22 februari 2002 richtten De Telegraaf, Harry de Winter, Constant Meijers, José en Barry Schultz, Jan-Maarten de Winter en Marion Golsteijn de Stichting Jip Golsteijn Journalistiekprijs op met het doel bijzonder journalistiek werk te bekronen op het gebied van muziek, film of literatuur. De prijs werd elke twee jaar uitgereikt op of rond zijn sterfdatum. In 2022 heeft het bestuur besloten te stoppen met deze prijs.